# Stefano Rodotà

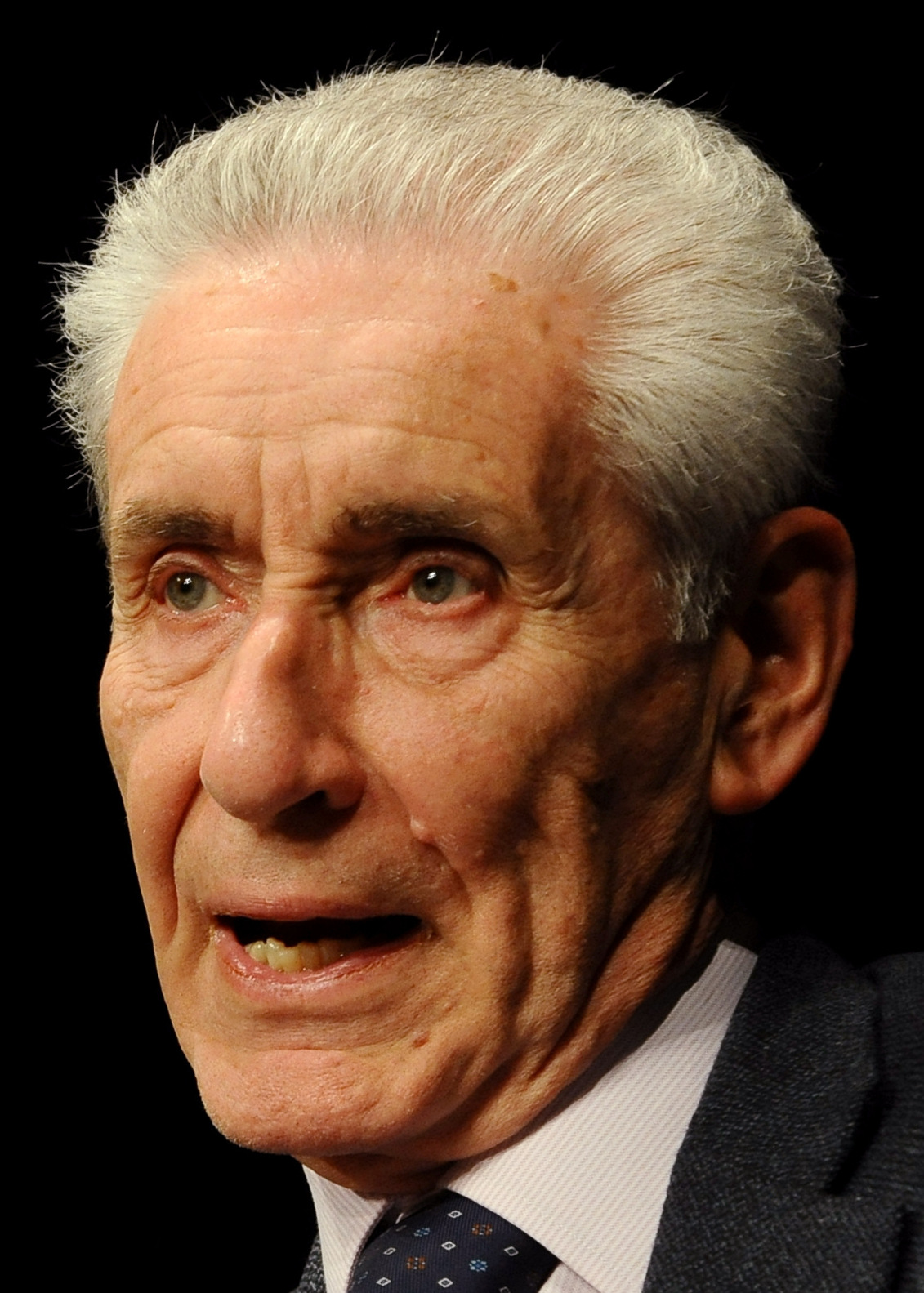
Stefano Rodotà (2015)

Stefano Rodotà (ur. 30 maja 1933 w Cosenzy, zm. 23 czerwca 2017 w Rzymie) – włoski prawnik, wykładowca akademicki i polityk, profesor. Deputowany krajowy, kandydat w wyborach prezydenckich w 2013.

## Życiorys
Ukończył w 1955 studia prawnicze na Uniwersytecie Rzymskim – La Sapienza. Specjalizował się w zakresie prawa cywilnego. Wykładał na uczelniach w Maceracie, Genui i na macierzystym uniwersytecie, gdzie doszedł do stanowiska profesora zwyczajnego (do czasu przejścia na emeryturę). Gościnnie prowadził wykłady na uczelniach zagranicznych, m.in. we Francji i Wielkiej Brytanii.
W latach 70. zaangażował się w działalność polityczną, początkowo w ramach Partii Radykalnej. Następnie związał się z Włoską Partią Komunistyczną, z którą na początku lat 90. współtworzył Demokratyczną Partię Lewicy (pełnił w niej honorową funkcję przewodniczącego). W latach 1979–1994 sprawował mandat posła do Izby Deputowanych VIII, IX, X i XI kadencji, pełniąc w 1992 funkcję wiceprzewodniczącego niższej izby włoskiego parlamentu. Od 1983 do 1994 zasiadał w Zgromadzeniu Parlamentarnym Rady Europy. W latach 1997–2005 zajmował stanowisko przewodniczącego włoskiej komisji ochrony danych osobowych (Garante per la protezione dei dati personali). Brał udział w opracowaniu karty praw podstawowych Unii Europejskiej.
W 2013 został wysunięty na urząd prezydenta przez Ruch Pięciu Gwiazd, w sześciu kolejnych głosowaniach uzyskiwał od 210 do 250 głosów elektorskich.